# Region Industrieregion Mittelfranken
Region Industrieregion Mittelfranken (do 30 kwietnia 2014 Planungsregion Industrieregion Mittelfranken) – region planowania w Niemczech, w kraju związkowym Bawaria, w rejencji Środkowa Frankonia. Siedzibą regionu jest miasto na prawach powiatu Norymberga.
Region leży w środkowej części Bawarii. Na wschodzie graniczy z regionami planowania Oberpfalz-Nord i Ratyzbona, na południu z regionem planowania Ingolstadt, na zachodzie z regionem planowania Westmittelfranken, a na północy z regionami planowania Oberfranken-Ost oraz Oberfranken-West.

## Podział administracyjny
W skład Planungsregion Nürnberg wchodzą:
- cztery miasta na prawach powiatu: (kreisfreie Stadt)
- cztery powiaty ziemskie (Landkreis)

Miasta na prawach powiatu:
| Lp. | Nazwa miasta          | Ludność (31.12.2010) | Powierzchnia km² |
| --- | --------------------- | -------------------- | ---------------- |
| 1   | Erlangen              | 105.629              | 76,95            |
| 2   | Fürth                 | 114.628              | 63,35            |
| 3   | Norymberga (Nürnberg) | 505.664              | 186,38           |
| 4   | Schwabach             | 38.879               | 40,80            |

Powiaty ziemskie:
| Lp. | Nazwa powiatu                | Ludność (31.12.2010) | Powierzchnia km² | Liczba gmin |
| --- | ---------------------------- | -------------------- | ---------------- | ----------- |
| 1   | Erlangen-Höchstadt           | 79.769               | 323,37           | 19          |
| 2   | Fürth                        | 149.926              | 1.527,97         | 28          |
| 3   | Norymberga (Nürnberger Land) | 133.881              | 1.395,09         | 45          |
| 4   | Roth                         | 124.186              | 895,18           | 16          |